# العلاقات اللاوسية الليتوانية
العلاقات اللاوسية الليتوانية هي العلاقات الثنائية التي تجمع بين لاوس وليتوانيا.

## مقارنة بين البلدين
هذه مقارنة عامة ومرجعية للدولتين:
| وجه المقارنة                                              | لاوس        | ليتوانيا                                                    |
| --------------------------------------------------------- | ----------- | ----------------------------------------------------------- |
| المساحة (كم2)                                             | 236.80 ألف  | 65.30 ألف                                                   |
| عدد السكان (نسمة)                                         | 6.86 مليون  | 2.79 مليون                                                  |
| الكثافة السكانية (ن./كم²)                                 | 28.97       | 42.73                                                       |
| العاصمة                                                   | فيينتيان    | فيلنيوس، كاوناس                                             |
| اللغة الرسمية                                             | اللغة اللاو | اللغة الليتوانية                                            |
| العملة                                                    | كيب لاوي    | ليتاس ليتواني، يورو                                         |
| الناتج المحلي الإجمالي (بليون دولار)                      | 16.85 مليار | 47.17 مليار                                                 |
| الناتج المحلي الإجمالي (تعادل القوة الشرائية) بليون دولار | 38.71 مليار | 84.06 مليار                                                 |
| الناتج المحلي الإجمالي الاسمي للفرد دولار أمريكي          | 1.82 ألف    | 14.15 ألف                                                   |
| الناتج المحلي الإجمالي للفرد دولار أمريكي                 |             | 27.69 ألف                                                   |
| مؤشر التنمية البشرية                                      | 0.575       | 0.839                                                       |
| رمز المكالمات الدولي                                      | +856        | +370                                                        |
| رمز الإنترنت                                              | .la         | .lt                                                         |
| المنطقة الزمنية                                           | ت ع م+07:00 | ت ع م+02:00، ت ع م+03:00، أوروبا/فيلنيوس ‏، توقيت شرق أوروبا |

## منظمات دولية مشتركة
يشترك البلدان في عضوية مجموعة من المنظمات الدولية، منها:
| علم المنظمة | اسم المنظمة                        | تاريخ انضمام لاوس | تاريخ انضمام ليتوانيا |
| ----------- | ---------------------------------- | ----------------- | --------------------- |
|             | منظمة حظر الأسلحة الكيميائية       | ?                 | ?                     |
|             | البنك الدولي للإنشاء والتعمير      | 5 يوليو 1961      | 6 يوليو 1992          |
|             | الأمم المتحدة                      | 14 ديسمبر 1955    | 17 سبتمبر 1991        |
|             | منظمة الشرطة الجنائية الدولية      | ?                 | ?                     |
|             | وكالة ضمان الاستثمار متعدد الأطراف | 5 أبريل 2000      | 8 يونيو 1993          |
|             | يونسكو                             | 9 يوليو 1951      | 7 أكتوبر 1991         |
|             | مؤسسة التنمية الدولية              | 28 أكتوبر 1963    | 23 سبتمبر 2011        |
|             | مؤسسة التمويل الدولية              | 29 يناير 1992     | 15 يناير 1993         |

## وصلات خارجية
- موقع وزارة الخارجية الليتوانية